# مانوئل اوئرگا
مانوئل اوئرگا (اسپانیایی: Manuel Huerga‎؛ زادهٔ ۲۰ اکتبر ۱۹۵۷) یک کارگردان، نویسنده، فیلم‌نامه‌نویس و تدوین‌گر اهل اسپانیا است.
از فیلم‌ها یا مجموعه‌های تلویزیونی که وی در آن‌ها نقش داشته است می‌توان به سالوادور اشاره نمود. این فیلم در بخش «نوعی نگاه» در جشنواره فیلم کن ۲۰۰۶ به نمایش درآمد.